# Deron Williams
Deron Michael Williams (* 26. Juni 1984 in Parkersburg, West Virginia) ist ein ehemaliger US-amerikanischer Basketballspieler, der von 2005 bis 2017 in der NBA aktiv war. Williams spielte auf der Position des Point Guards und wurde zwischen 2010 und 2012 dreimal NBA All-Star sowie zweimal in das All-NBA Second Team gewählt. Mit der Nationalmannschaft der USA konnte er bei den Olympischen Spielen 2008 und 2012 jeweils die Goldmedaille gewinnen.

## Karriere

### Frühe Jahre
In seiner Jugend war Williams ein sehr guter Ringer. Sowohl als 8-Jähriger als auch als 12-Jähriger konnte er die texanische Staatsmeisterschaft seiner Alters- und Gewichtsklasse erringen. Er besuchte die The Colony High School in The Colony, Texas. Er führte die Colony Cougars fast jährlich mindestens bis zu den 5A Texas-Staats-Halbfinals.

### College
Williams, der in Texas aufgewachsen war, spielte College-Basketball für die Mannschaft der University of Illinois. In seiner Freshman-Saison stand er in 30 von 32 möglichen Spielen in der Startaufstellung und war mit 4,53 Assists pro Partie auf dem dritten Platz dieser Kategorie in der Big Ten Conference. In seinem Sophomore-Jahr stieg sein Punkteschnitt von 6.3 auf 14 Punkte pro Partie und er verbuchte 6,17 Assists pro Spiel. Dank dieser Leistungen wurde er in das First Team der Big Ten Conference gewählt.
2005 führte Williams die Fighting Illini bis in das Finale der NCAA Division I Basketball Championship, wo sie sich jedoch dem Team aus North Carolina geschlagen geben mussten. Seine Leistungen auf dem Spielfeld brachten Williams zahlreiche Auszeichnungen ein. Er war Bestandteil des First Team All-Big Ten, des Big Ten All-Tournament Teams sowie des All-Final Four Teams. Nach dieser Saison entschied Williams sich dazu sich für den NBA Draft 2005 anzumelden.

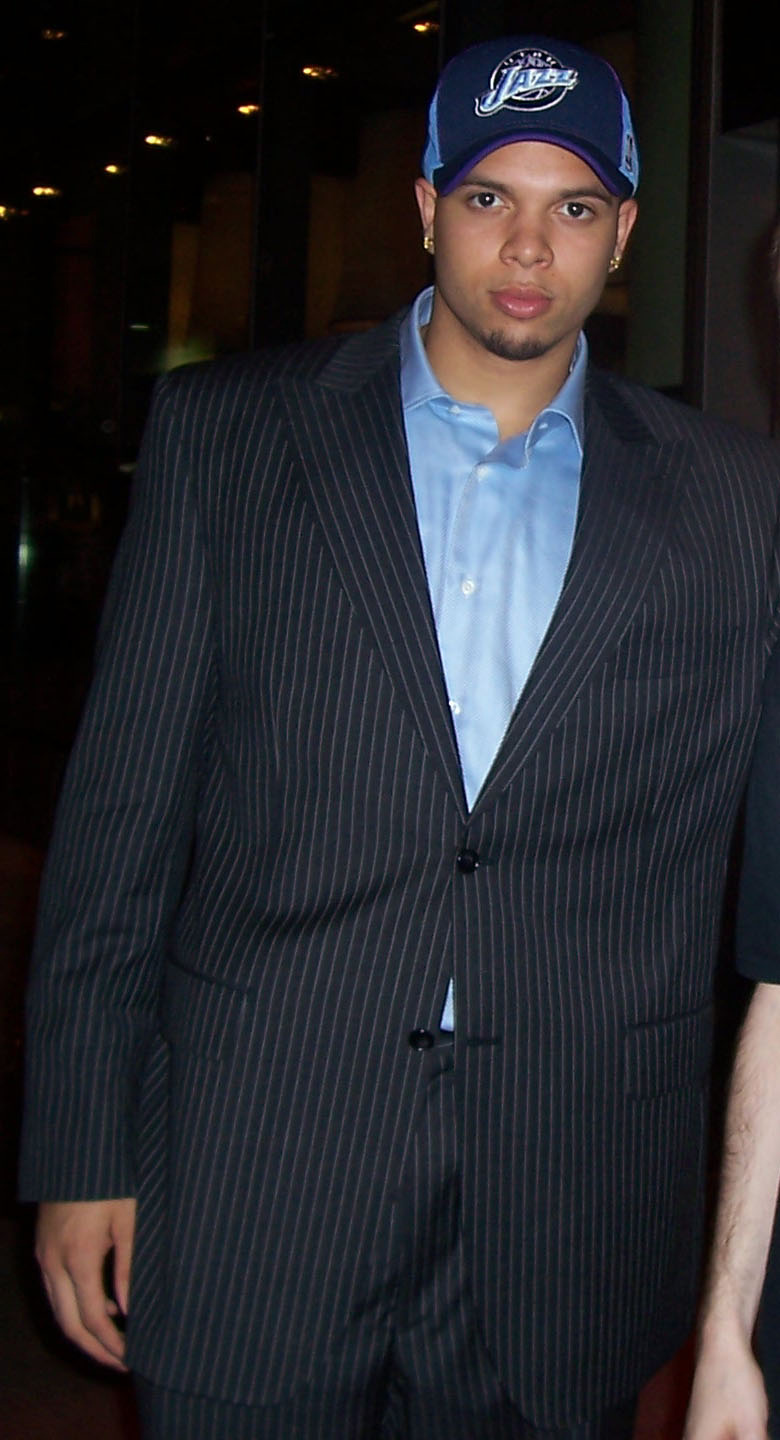
Williams als neuer Jazz-Spieler beim NBA-Draft 2005

### Die ersten Jahre bei den Utah Jazz (2005 bis 2011)
Beim NBA Draft 2005 wurde Williams von den Utah Jazz an dritter Stelle ausgewählt, die vorher eine Abmachung mit den Portland Trail Blazers getroffen haben, die Draftpositionen zu tauschen. Von dieser Wahl waren zahlreiche Journalisten überrascht, da auf der Position des Point Guards Chris Paul von den Experten favorisiert worden war, doch die Wahl der Jazz wurde nachträglich mit Williams' Wahl in die Auswahlmannschaft der besten NBA-Neulinge (NBA All-Rookie First Team) gerechtfertigt.
Bereits in seiner zweiten Profisaison entwickelte sich Williams dann zu einem Führungsspieler der Jazz. Die Regular Season der NBA-Saison 2006/07 beendete er als Spieler mit den zweitmeisten Korbvorlagen pro Spiel der Liga, zudem erhielt Williams die meiste Spielzeit aller Spieler der Jazz und war ihr drittbester Punktesammler. Williams erreichte mit den Jazz dank 51 Siegen in der regulären Saison die Playoffs. In der ersten Runde konnten sie sich nach sieben Spielen gegen die Houston Rockets und in der zweiten Runde nach fünf Spielen gegen die Golden State Warriors durchsetzen. Erst in den Western Conference Finals war gegen die San Antonio Spurs Schluss. Nach der Saison gewann Williams mit der US-amerikanischen Nationalmannschaft die Basketball-Amerikameisterschaft 2007.
In seiner dritten NBA-Saison konnte Williams seine Ausbeute auf dem Spielfeld erneut verbessern. Er erzielte am Ende der Saison mit 18,8 Punkten und 10,5 Assists pro Spiel erstmals ein Double Double im Schnitt. Trotz seiner beeindruckenden Leistungen wurde er jedoch nicht in das NBA All-Star Team gewählt, nahm aber an der All-Star Skills Challenge teil und gewann diese auch. Die Jazz qualifizierten sich mit 54 Siegen erneut für die Playoffs. In der ersten Runde bezwangen sie erneut die Houston Rockets, trafen in der zweiten Runde jedoch auf die Los Angeles Lakers und mussten sich ihnen geschlagen geben. Im folgenden Sommer wurde er als Teil der US-Auswahl Olympiasieger 2008.
In seiner vierten NBA-Saison, 2008/2009, musste Williams bei 13 der ersten 15 Spiele der Jazz aufgrund einer Knöchelverletzung aussetzen. Die Saison wurde von zahlreichen Verletzungen seiner Mitspieler überschattet und trotz starken 19,2 Punkten und 10 Assists im Schnitt wurde Williams erneut nicht in das NBA All-Star Team gewählt. Er reagierte auf sein erneutes Auslassen mit fünf starken aufeinanderfolgenden Spielen, in denen er jeweils über 30 Punkte verzeichnen konnte. In den NBA Playoffs war in der ersten Runde bereits nach fünf Spielen Schluss für die Jazz. In der folgenden Saison wurde Williams dann erstmals in das NBA All-Star Team gewählt. Die NBA Playoffs 2010 starteten mit einer siegreichen ersten Runde gegen die Denver Nuggets, doch in der zweiten Runde hatten die Jazz den Los Angeles Lakers nichts entgegenzusetzen.
Die NBA-Saison 2010/2011 begann recht gut für Williams, der nach 53 Spielen einen Punkteschnitt von 21,3 Punkten pro Partie hatte und wurde zum zweiten Mal in das All-Star Game eingeladen. Der langjährige Cheftrainer der Jazz, Jerry Sloan, gab am 7. Februar 2011 seinen Rücktritt bekannt. Sowohl Williams als auch Sloan bestritten jedoch, dass dies an Unstimmigkeiten zwischen ihnen gelegen hatte.

### Wechsel nach New Jersey (2011)

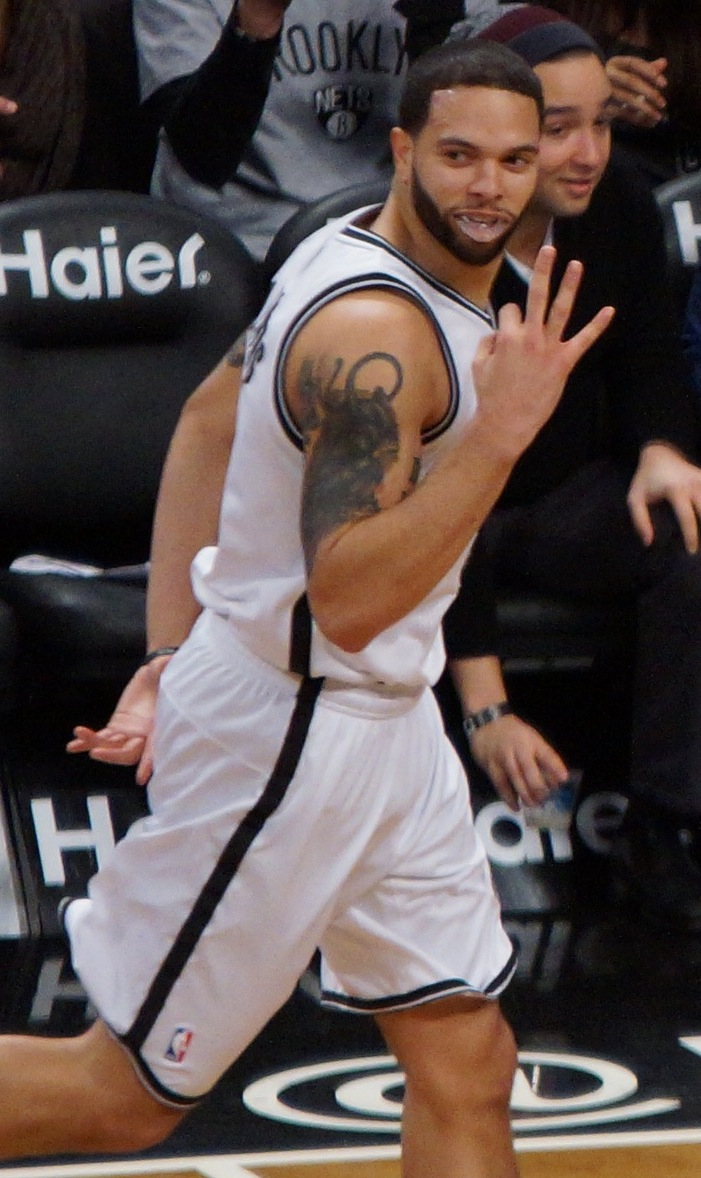
Williams als Spieler der Nets

Gut zwei Wochen später, am 23. Februar 2011, wurde Williams von den Utah Jazz zu den New Jersey Nets transferiert, um bereits im Voraus die Möglichkeit zu verhindern, dass Williams nach der Saison 2011/2012 ohne Gegenleistung zu einem anderen Club wechseln würde. Im Gegenzug wechselten Devin Harris, Derrick Favors und Draft-Picks (womit unter anderem Enes Kanter später ausgewählt wurde) nach Utah. Sein Debüt gab er in einem Spiel gegen die San Antonio Spurs, in dem er 12 Assists austeilte, ein Spiel später verteilte Williams 17 Assists gegen die Houston Rockets und in seiner dritten Partie teilte er weitere 18 Assists aus. Diese kombinierten 47 Assists in seinen ersten drei Spielen sind die höchste Anzahl an Assists, die jemals von einem Spieler in der NBA in seinen ersten drei Spielen bei einer Mannschaft erzielt wurden.

### Engagement bei Beşiktaş Milangaz (2011)
Wegen des Lockouts in der NBA wechselte Williams zum türkischen Club Beşiktaş Milangaz, der auch schon Allen Iverson in seinen Reihen hatte. Der Vertrag galt bis zum Ende des NBA-Streiks. Nach Einigung auf einen neuen Mantelvertrag am 8. Dezember 2011 endete der Tarifstreit in der NBA und Williams kehrte zu den Nets zurück. Während eines Spiels in der EuroChallenge am 22. November 2011, erzielte Williams im Spiel gegen BG Göttingen 50 Punkte.

### Rückkehr zu den Nets, Umzug nach Brooklyn (2011 bis 2015)
Von den Trainern der NBA wurde er in die Auswahl des Ostens beim All-Star Game 2012 gewählt. Am 5. März 2012 erzielte er mit 57 Punkte einen Karriererekord und so viel wie kein Spieler zuvor in der Saison, in einem Spiel gegen die Charlotte Bobcats. Damit stellte er eine neue Karrierebestleistung und einen neuen Teamrekord auf. Nach der Saison 2011/2012 zog er die Spieleroption in seinem Vertrag und wurde dadurch Free Agent. Unter anderem waren die Lakers, Nets, Mavericks und Trail Blazers an ihm interessiert. Letztendlich wollte er sich aber zwischen Dallas und Brooklyn entscheiden.
Am 11. Juli 2012 unterschrieb er einen Fünfjahresvertrag über rund 98 Millionen Dollar bei den Nets. Am 8. März 2013 stellte er im Heimspiel gegen die Washington Wizards mit neun Drei-Punkte-Würfen in der ersten Halbzeit einen neuen NBA-Rekord auf.
Die Saison 2013/14 war für Williams die schwächste seit seinem Rookiejahr. Er erzielte in 64 Spielen durchschnittlich 14,3 Punkte, 2,6 Rebounds und 6,1 Assists. Mit Brooklyn erreichte er jedoch zum zweiten Mal in Folge die Playoffs, wo man in die zweite Playoffrunde einzog. Auch in der Saison 2014/15 schaffte es Williams nicht, seinen hohen Vertrag zu rechtfertigen. Nachdem die Nets vergeblich versucht hatten Williams zu transferieren, einigte sich Williams mit den Nets am 10. Juli 2015 auf einen Buy-out aus seinem bis 2017 datierten Vertrag und wurde somit zum Free Agent. Die ausstehende Summe von 43 Millionen US-Dollar wird weiterhin von den Nets gezahlt.

### Dallas Mavericks (2015 bis 2017)
Wenige Tage später, am 14. Juli 2015 unterzeichnete Williams einen Zweijahresvertrag über rund 10 Millionen Dollar bei den Dallas Mavericks. Am 20. März 2016 gelang ihm beim Sieg über die Portland Trail Blazers 31 Punkte und 15 Assists. Damit war er der erste Maverick seit Jason Kidd im Jahre 1995, dem ein 30/15 Spiel gelang. Mit den Mavericks erreichte Williams in jener Saison die Playoffs, schied dort aber in der ersten Runde aus. Im Februar 2017 wurde er von den Mavericks entlassen, nachdem der kurz zuvor unter Vertrag genommene Yogi Ferrell mit seinen Leistungen überzeugt hatte.

### Cleveland Cavaliers (2017)
Wenige Tage später schloss sich Williams dem Titelverteidiger in der NBA, den Cleveland Cavaliers, an. Nach einer Saison bei den Cavaliers lief sein Vertrag aus und Williams wurde Free Agent.

### Nationalmannschaft

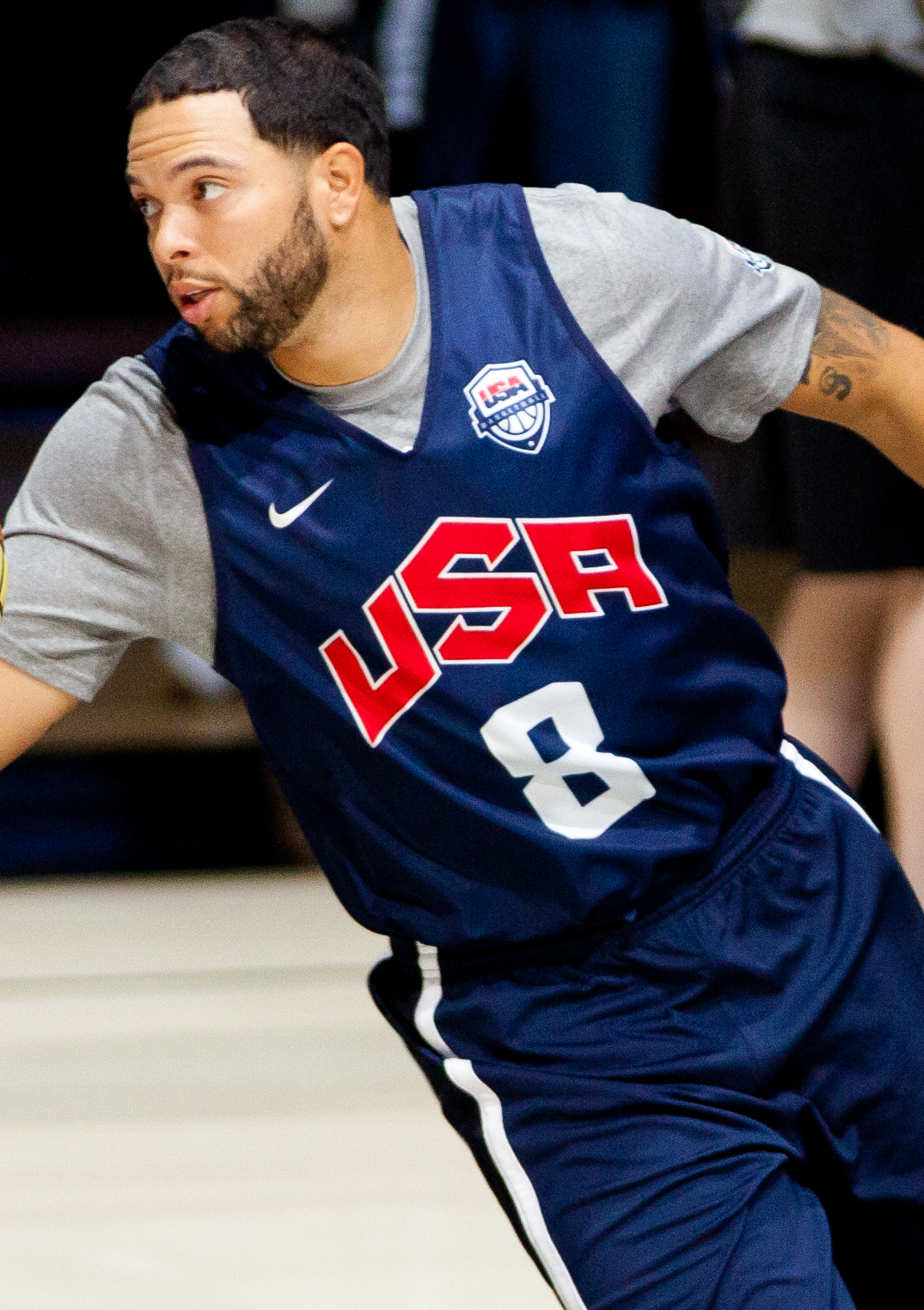
Williams im Trikot der US-Nationalmannschaft

Williams nahm mit der US-Nationalmannschaft an der Basketball-Amerikameisterschaft 2007 teil und gewann mit dem Team das Turnier. Er war ebenfalls Mitglied der Olympiateams 2008 und 2012, mit denen er jeweils die Goldmedaille gewann.

## Sonstiges
- 2012 verdiente Deron Williams 15,1 Millionen Euro (19,7 Mio. US-Dollar) und zählte damit zu den Top 10 der bestbezahlten NBA-Spieler.[24]
- Seine Trikotnummer 8 wird bei Besiktas Istanbul nach seinen 50 Punkten nicht mehr vergeben.

## Auszeichnungen
- 3 × NBA All-Star: 2010–2012
- 2 × All-NBA Second Team: 2008, 2010
- NBA All-Rookie First Team: 2005
- NBA Skills Challenge Champion: 2008
- 2 × Basketball-Olympiasieger: 2008, 2012

## NBA-Statistiken

### Regular Season
| Saison  | Team             | GP  | GS  | MPG  | FG % | 3P % | FT % | RPG | APG  | SPG | BPG | PPG  |
| ------- | ---------------- | --- | --- | ---- | ---- | ---- | ---- | --- | ---- | --- | --- | ---- |
| 2005–06 | Utah             | 80  | 47  | 28.8 | .421 | .416 | .704 | 2.4 | 4.5  | .8  | 0.2 | 10.8 |
| 2006–07 | Utah             | 80  | 80  | 36.9 | .456 | .322 | .767 | 3.3 | 9.3  | 1.0 | 0.2 | 16.2 |
| 2007–08 | Utah             | 82  | 82  | 37.3 | .507 | .395 | .803 | 3.0 | 10.5 | 1.1 | 0.3 | 18.8 |
| 2008–09 | Utah             | 68  | 68  | 36.8 | .471 | .310 | .849 | 2.9 | 10.7 | 1.1 | 0.3 | 19.4 |
| 2009–10 | Utah             | 76  | 76  | 36.9 | .469 | .371 | .801 | 4.0 | 10.5 | 1.3 | 0.2 | 18.7 |
| 2010–11 | Utah/New Jersey  | 65  | 65  | 37.9 | .439 | .331 | .845 | 4.0 | 10.3 | 1.2 | 0.2 | 20.1 |
| 2011–12 | New Jersey       | 55  | 55  | 36.3 | .407 | .336 | .843 | 3.3 | 8.7  | 1.2 | 0.4 | 21.0 |
| 2012–13 | Brooklyn         | 78  | 78  | 36.4 | .440 | .378 | .859 | 3.0 | 7.7  | 1.0 | 0.4 | 18.9 |
| 2013–14 | Brooklyn         | 64  | 58  | 32.2 | .450 | .366 | .801 | 2.6 | 6.1  | 1.5 | 0.2 | 14.3 |
| 2014–15 | Brooklyn         | 68  | 55  | 31.1 | .387 | .386 | .834 | 3.5 | 6.6  | 0.9 | 0.3 | 13.0 |
| 2015–16 | Dallas           | 65  | 63  | 32.4 | .414 | .344 | .869 | 2.9 | 5.8  | 0.9 | 0.2 | 14.1 |
| 2016–17 | Dallas/Cleveland | 64  | 44  | 25.9 | .438 | .363 | .826 | 2.3 | 5.6  | 0.5 | 0.1 | 11.0 |
| Gesamt  |                  | 845 | 771 | 34.2 | .445 | .357 | .822 | 3.1 | 8.1  | 1.0 | 0.2 | 16.3 |